# باشگاه فوتسال تأسیسات دریایی
تأسیسات دریایی یک باشگاه فوتسال ایرانی در شهر تهران بود.
این تیم که سابقهٔ قهرمانی در ایران و آسیا را در کارنامه دارد در سال ۱۳۹۱ با خرید امتیاز باشگاه فوتسال استیل آذین در لیگ دسته اول فوتسال فعالیت خود را شروع کرد.
باشگاه فوتبال تأسیسات دریایی در تاریخ ۲۷ فروردین ۱۳۹۷ از حضور در لیگ برتر فوتسال کناره‌گیری کرد و منحل اعلام شد.

## فصل به فصل
| فصل     | لیگ          | مقام            | جام حذفی   | آسیا      | توضیح |
| ------- | ------------ | --------------- | ---------- | --------- | ----- |
| ۱۳–۲۰۱۲ | لیگ دسته اول | دوم (در گروه آ) |            | راه نیافت | صعود  |
| ۱۴–۲۰۱۳ | لیگ برتر     | دهم             | نیمه نهایی | راه نیافت | –     |
| ۱۵–۲۰۱۴ | لیگ برتر     | قهرمان          |            | قهرمان    | –     |
| ۱۶–۲۰۱۵ | لیگ برتر     | قهرمان          |            | پنجم      | –     |
| ۱۷–۲۰۱۶ | لیگ برتر     | پنجم            |            | راه نیافت | –     |
| ۱۸–۲۰۱۷ | لیگ برتر     | دوم             |            | راه نیافت | –     |

## افتخارات
کشوری:
- لیگ برتر فوتسال ایران
  - قهرمان (۲): ۱۵–۲۰۱۴، ۱۶–۲۰۱۵
  - نایب قهرمان (۱): ۱۸–۲۰۱۷
- لیگ دسته اول
  - قهرمان (۱): ۱۳–۲۰۱۲

قاره‌ای:
- لیگ قهرمانان فوتسال آسیا
  - قهرمان (۱): ۲۰۱۵